# Cristián Roncagliolo
Cristián Carlos Roncagliolo Pacheco (ur. 10 września 1969 w Santiago) – chilijski duchowny katolicki, biskup pomocniczy Santiago de Chile od 2017.

## Życiorys
Święcenia kapłańskie otrzymał 3 lipca 1999 i został inkardynowany do archidiecezji Santiago de Chile. Był m.in. sekretarzem biskupim, wicerektorem Kolegium św. Karola Boromeusza w Rzymie, a także kapelanem i wicekanclerzem papieskiego uniwersytetu w Santiago.
23 marca 2017 papież Franciszek mianował go biskupem pomocniczym archidiecezji Santiago de Chile, ze stolicą tytularną Hospita. Sakry udzielił mu 29 kwietnia 2017 kardynał Ricardo Ezzati Andrello.